# Bulbophyllum smitinandii
Bulbophyllum smitinandii es una especie de orquídea epifita originaria de Asia.   

## Descripción
Es una  orquídea de tamaño pequeño a mediano, de crecimiento cálido con hábitos de epífita que florece en la primavera en una inflorescencia basal con una sola flor.

## Distribución y hábitat
Se encuentra en Tailandia y Vietnam. 

## Taxonomía
Bulbophyllum smitinandii fue descrita por Seidenf. & Thorut  y publicado en Nordic Journal of Botany 16: 287. 1996.
Etimología
Bulbophyllum: nombre genérico que se refiere a la forma de las hojas que es bulbosa.
smitinandii: epíteto otorgado en honor de Smitinand, un entusiasta tailandés de las orquídeas de los años 1900.